# Paranōmaru Akutibiti Dai Ni Shō: Tōkyō Naito
Paranōmaru Akutibiti Dai Ni Shō: Tōkyō Naito (パラノーマル・アクティビティ 第2章 TOKYO NIGHT, Paranōmaru Akutibiti Dai Ni Shō: Tōkyō Naito, bra: Atividade Paranormal - Tóquio) é um filme de terror de 2010 dirigido e escrito por Toshikazu Nagae. O filme é baseado no filme americano de 2007 Atividade Paranormal e os fatos deste ocorrem após os eventos do primeiro filme.

## Sinopse
A estudante Haruka (Noriko Aoyama) volta a Tóquio, após um programa de intercâmbio nos Estados Unidos. Ela está com as duas pernas quebradas, devido a um acidente de carro. Já em seu país, é recebida pelo irmão Koichi (Aoi Nakamura), que insiste em ficar registrando o dia a dia dela na cadeira de rodas. Para a surpresa deles, fatos estranhos começam a acontecer no apartamento e ele decide então mudar o foco de suas lentes para tentar registrar o que estaria causando os fenômenos. Só que eles estão prestes a descobrir que Haruka trouxe de San Diego algo mais que seus pertences em sua "bagagem".

## Elenco
- Aoi Nakamura como Koichi Yamano
- Noriko Aoyama como Haruka Yamano
- Kazuyoshi Tsumura como Shigeyuki Yamano
- Kōsuke Kujirai como Jun Nagoshi
- Maaya Morinaga como Mai Yaguchi
- Ayako Yoshitani como Misuzu Kure
- Tōze Yamada como o Exorcista
- Shinji Matsubayashi como o Assistente do Exorcista
- Jan Franco Ognabenni como o Juiz